# Michel Delafosse
Pour les articles homonymes, voir Delafosse.
Cet article possède un paronyme, voir Michaël Delafosse.
Michel Delafosse, né le 25 novembre 1943 à Rouen et mort dans la même ville le 9 juillet 2013, est un footballeur français qui évoluait au poste de défenseur central.

## Carrière

### Club
- 1964-1972 :  US Quevilly

### Sélection
- 1 match avec l'équipe de France olympique de football lors des Jeux olympiques d'été de 1968